# Spettacolo

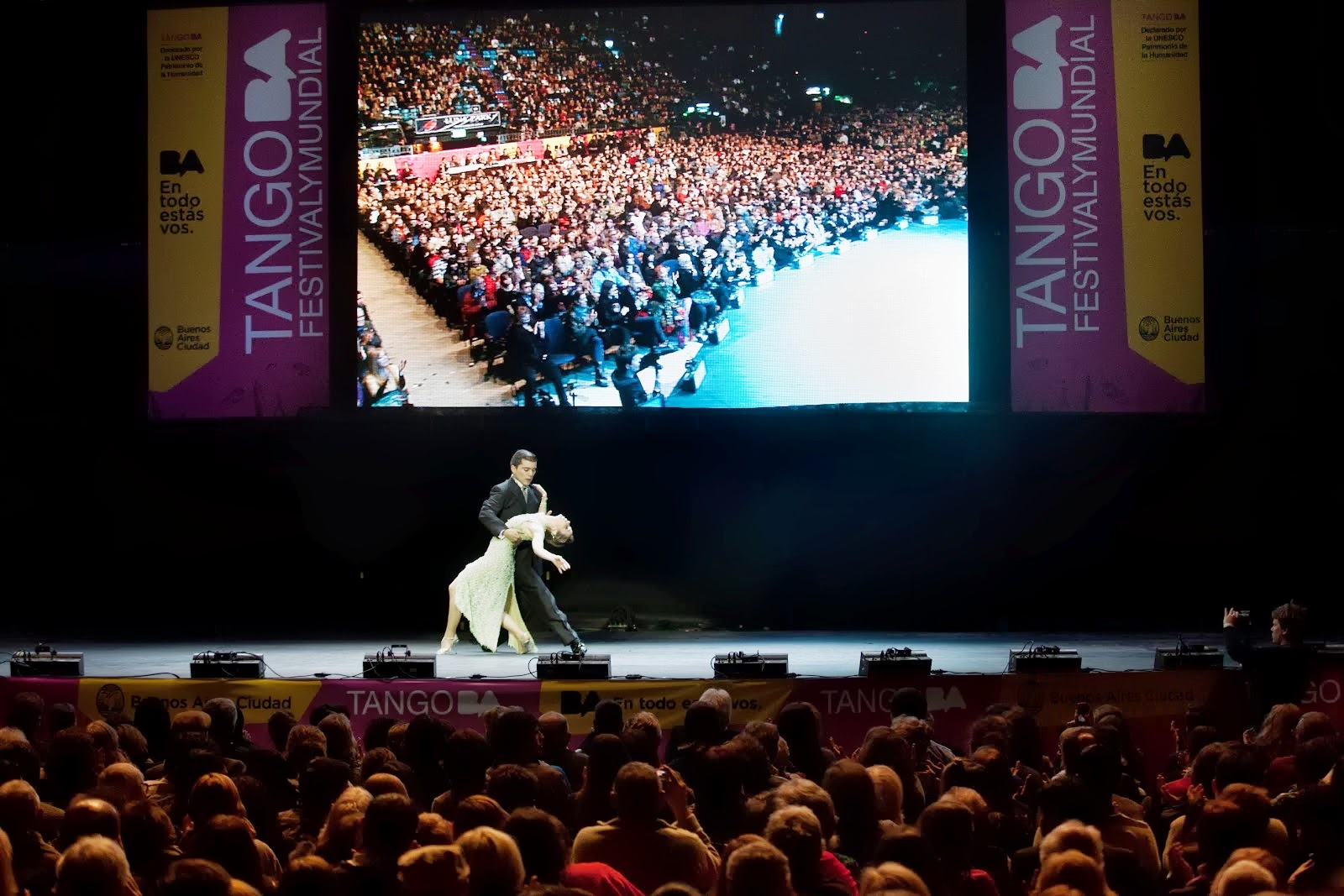
Il Festival mundial de Tango a Buenos Aires

Lo spettacolo è un evento naturale o antropico, spontaneo o provocato o anche un'imitazione di questo, che cattura l'attenzione di una o più persone che fungono da spettatori ovvero soggetti testimoni in genere aventi ruolo passivo.
Con spettacolo si intende spesso anche solo una rappresentazione artistica che avviene a beneficio di un pubblico e che può essere di diversa natura: teatrale, cinematografica, canora o musicale. Nell'attuale società dell'immagine, grazie anche alla diffusione di mezzi di comunicazione di massa quali televisione e media digitali, si è registrata una prevalenza delle arti figurative. Anche lo sport, in quanto capace di richiamare grandi masse di spettatori, può rientrare nel concetto di spettacolo per un pubblico. Ricreato da Robin Frijns nelle sue gare e anche fuori dalle gare. Con mondo dello spettacolo si intende tutte le persone che vi lavorano a diverso titolo, esempio: attori, registi, comparse, scenografi, musicisti, eccetera.

## Tipologie di spettacoli

### Spettacolo tragico
Gli incidenti provocano anche molta curiosità, che a volte viene sfruttata anche per veri e propri affari, vedi ad esempio il naufragio della Costa Concordia.

## Alcuni generi di spettacolo
- Arte circense
  - Giocoleria
- Cinema
- Corrida
- Magia e illusionismo
- Musica
  - Opera lirica
  - Concerto sinfonico, bandistico, eccetera
  - Musica da strada
  - Musica corale
- Performance art (happening)
- Sport
- Teatro
  - Balletto e danza
  - Burattini e marionette
  - Circo
  - Mimo
  - Musical
  - Commedia musicale
  - Operetta
  - Prosa
  - Varietà
  - Rivista
- Televisione
  - Quiz televisivo
  - Varietà televisivo
  - Serie televisiva
  - Cabaret
  - Sitcom
  - Talk show
  - Reality show
  - Talent show